# Pura López
Pura López Segarra (Elche, 29 de septiembre de 1962) es una diseñadora de zapatos española, directora del departamento de diseño de la marca Pura López.
Es una de las diseñadoras de zapatos que ha trabajado para los miembros de la monarquía española así como para el cine español.

## Biografía
Pura López nació en Elche, Alicante, España, hija de Antonio López Moreno, un fabricante de zapatos que fundó su empresa familiar en 1964 durante la época de gran crecimiento que tuvo esta industria en España.
Pura creció rodeada de zapatos y aprendió todo lo relacionado con la producción del zapato. Su atención a las técnicas de fabricación le dotaron de un profundo conocimiento de diseño y producción de calzado. Más tarde, en una entrevista para la revisa Surrealista, Pura admitió que siempre se vio atraída por el proceso creativo pero que nunca pensó en trabajar ni en la industria del calzado ni de la moda.
En 1979 Pura entró en la Escuela de Arte y Carreras Creativas de Alicante para estudiar interiorismo.
En 1981 continuó con su educación en la Escuela de Arte y Diseño de Barreira en Valencia donde estudió Diseño de Moda.
En el verano de 1984 Pura fue a Nueva York, donde comenzó a asistir a un curso de especialización en Diseño de Ropa y Moda en el Fashion Institute of Technology.
Un año después se fue a Milán para estudiar diseño de calzado y producción en Arsutoria School., este se convirtió en un periodo importante en la vida de Pura López. Mantuvo un contacto diario con la moda, asistiendo a menudo a pasarelas de pret-a-porter para aprender tanto como fuera posible sobre tendencias y el mundo de la moda.
En 1986 Pura se unió al negocio familiar. Empezó trabajando en el departamento de diseño, desarrollo y producción para dos colecciones significativas: "Josephine" y "Academia". En poco tiempo, tras la llegada de Pura la familia López cambió su estrategia y comenzó con una nueva marca de zapatos para mujer.
En 1987 el concepto de la marca Pura López terminó de desarrollarse. La figura principal es una mujer culta, a la que le gusta la moda y muy femenina a la vez que fuerte.
Tras una reunión familiar, la nueva marca incluyó el nombre de la hija del creador. En la actualidad la segunda generación de la familia López lleva la empresa donde Pura está a cargo del departamento de diseño y su hermano Antonio López Segarra es el director ejecutivo.
La particularidad distintiva de los zapatos de Pura López es el espectro de colores pastel, el cual varía dependiendo de la temporada. Gracias a cálculos precisos en la manera de fabricar el calzado Pura López consigue crear modelos con tacones y plataformas sin comprometer la estabilidad.
Pura eligió su leit motiv: "Tus zapatos deben inspirar a caminar" y su concepto: "un zapato es un accesorio principal en el guardarropa de la mujer" por considerarlo un indicador entre el tópico y la elegancia. Según Pura "Los zapatos son la comunicación". [15]
Hoy en día la marca Pura López es la base de la empresa familiar Dalp Internacional fundada en 1956.

## Reconocimiento
Sus modelos están siendo utilizados para espectáculos y desfiles de diseñadores como Cibeles y Gaudí, Juanjo Oliva, Andrés Sardá, Javier Larrainzar y Guillermina Baeza.
Además colabora con casas como La Perla, Devota & Lomba, Joaquim Verdú, Roberto Verino, Roberto Torretta y participa en la Madrid Fashion Week.
En 1998 Pura López representó a la industria del calzado español en la Exposición Mundial de Lisboa 1998 en Lisboa, Portugal.
López trabaja con la alta costura, sus zapatos han sido llevados en muchas ocasiones especiales por diversos miembros de las monarquías europeas como Mary Donaldson, la princesa heredera de Dinamarca y la princesa Letizia Ortiz de España, que ha llevado Pura López en diversas celebraciones.
No obstante el momento más importante en la carrera de Pura López fue el 22 de mayo de 2004 - el día de la boda de Letizia Ortiz Rocasolano, y el Príncipe Felipe, donde la novia llevaba el vestido del diseñador español Manuel Pertegaz con zapatos Pura López. Otros invitados siguieron el ejemplo de la novia llevando también Pura López a la ceremonia como la Infanta Cristina de España y su prima Alejandra de Grecia.
La boda fue vista por más de 25 millones de televidentes solo en España, y fue retransmitida en todo el mundo.
En 2009 Pura López recibe el Premio Internacional de Calzado Fuenso.
El 30 de marzo de 2012, la Asociación de empresarios, profesionales y directivos reconoce a Pura López como la mejor empresaria del año.
Pura López tiene sus propias tiendas en Plaza de España de Roma dentro del distrito de la moda, en las Galerías Lafayette del Boulevard Haussmann en París, Francia y Galerías Lafayette en Casablanca, Marruecos.
El precio promedio al por menor de los zapatos de Pura López es de unos 250-350 euros.
En febrero de 2012 Pura López abre su primera sala de exposiciones en el centro de Milán.

## Zapatos
López crea dos colecciones al año que abarcan varios conceptos de moda. Como resultado cada colección cuenta con hasta 200 estilos por temporada.
Esa gran cantidad se debe al hecho de que López tiene siempre en cuenta todos los tipos de mujeres para las que se diseña. Ella considera que la estructura ósea, la altura y la hora del día. Primero se crea un grupo de alta costura. A continuación, el mismo proceso se repite para el estilo imperecedero clásico, y luego para el estilo moderno y elegante, y luego para la conservadora etc, pero no todos los modelos son expuestos. Una vez finalizado el desarrollo López elige solo los modelos más interesantes e innovadores y los envía a producción.
Los zapatos Pura López se fabrican en ocho fábricas independientes de Elda, España. Para su confección solo se utiliza cuero italiano entremezclando tecnologías antiguas y modernas de fabricación de calzado. La diseñadora utiliza una gran cantidad de texturas y "crust" nappa sin miedo de aplicar un "efectos vintage", es decir, envejecimiento artificial de la piel que hace que el producto sea más atractivo cuando se utiliza mucho.
La capacidad de producción de la empresa se divide en cinco líneas de hasta 1.800 pares a la semana cada uno.

## Cine
Sus diseños se han utilizado en películas como La Dama Boba de Manolo Iborra Martínez basada en la obra de Lope de Vega, Insomnio por Chus Gutiérrez, Kika de Pedro Almodóvar, así como en la producción francés de Asterix y Obelix.
Pero donde sus zapatos hicieron aparición en todo su esplendor fue en la película Manolete, con Adrien Brody. López fue invitada a crear el diseño de los zapatos que lleva en la película Penélope Cruz. El estilo elegido para la película refleja toda la feminidad y el glamour de las mujeres de los 40 - un tiempo en el que las plataformas y tacones altos fueron especialmente relevantes.
López admitió que le gustó la experiencia en la industria del cine, ya que le dio la oportunidad de expresar su potencial creativo sin respetar límites.

## Algunas celebridades que han vestido con Pura López
Los zapatos de Pura López han sido llevados por famosos como: Kylie Minogue, Mónica y Penélope Cruz, Isabelle Fuhrman, Lea Michele, Kim Kardashian, la princesa Letizia Ortiz y otros.